# 11123 Aliciaclaire
11123 Aliciaclaire este un asteroid din centura principală de asteroizi.

## Descriere
11123 Aliciaclaire este un asteroid din centura principală de asteroizi. A fost descoperit pe 8 septembrie 1996 la Haleakala în cadrul programului NEAT. Asteroidul prezintă o orbită caracterizată de o semiaxă mare de 2,67 ua, o excentricitate de 0,12 și o înclinație de 1,7° în raport cu ecliptica.